# Eve-Marie Arnault
Eve-Marie Arnault ist eine französische Kostümbildnerin.

## Leben
Eve-Marie Arnault ist seit Anfang der 1980er Jahre als Kostümbildnerin beim französischen Film und Fernsehen beschäftigt. Zwei ihrer ersten Arbeiten lieferte sie für die Filmkomödien Damenwahl – Männerjagd (1982) und Ein Mann meiner Größe (1983), in denen Anémone jeweils eine Hauptrolle spielte. In den 1990er Jahren kam Arnault zunehmend bei Fernsehproduktionen zum Einsatz, so auch bei dem international produzierten Mysteryfilm Weep No More, My Lady (1992) mit Kristin Scott Thomas. Cédric Klapisch betraute sie im selben Jahr mit dem Kostümbild seiner Filmkomödie Kleine Fische, große Fische. Für die Stendhal-Fernsehverfilmung Le Rouge et le Noir entwarf Arnault 1997 historische Kostüme für Carole Bouquet und Kim Rossi Stuart.
Für Charles Mattons Filmbiografie Rembrandt mit Klaus Maria Brandauer in der Titelrolle erhielt Arnault im Jahr 2000 eine Nominierung für den César in der Kategorie Beste Kostüme. Sie unterlag jedoch Catherine Leterrier, die den französischen Filmpreis für Johanna von Orleans gewann. Arnault war über die
Jahre für die Kostüme verschiedenster Genres zuständig. Allein 2002 war sie unter anderem an dem Märchenfilm Aschenputtels Geheimnis, an dem Palästinenser-Drama Göttliche Intervention – Eine Chronik von Liebe und Schmerz sowie an dem Actionfilm Samouraïs beteiligt.

## Filmografie (Auswahl)
- 1982: Damenwahl – Männerjagd (Le Quart d’heure américain)
- 1983: Ein Mann meiner Größe (Un homme à ma taille)
- 1988: Savannah
- 1989: Sommerkomödie (Comédie d’été)
- 1992: Weep No More, My Lady (TV-Film)
- 1992: Les Équilibristes
- 1992: Kleine Fische, große Fische (Riens du tout)
- 1997: Le Rouge et le Noir (TV-Film)
- 1999: Rembrandt
- 2000: Ausgestiegen (Sur quel pied danser?) (TV-Film)
- 2000: Stand-by
- 2002: Comme un avion
- 2002: Aschenputtels Geheimnis (Confessions of an Ugly Stepsister) (TV-Film)
- 2002: Göttliche Intervention – Eine Chronik von Liebe und Schmerz (Yadon ilaheyya)
- 2002: Samouraïs
- 2002: Leben tötet mich (Vivre me tue)
- 2003: Le Soleil assassiné
- 2004: Holy Lola
- 2005: In äußerster Bedrängnis (Aux abois)
- 2005: Éliane (TV-Film)
- 2006: Es lebe die Bombe! (Vive la bombe!) (TV-Film)
- 2007: Die Wahrheit kennt nur der Tod (L’Affaire Christian Ranucci: Le Combat d’une mère) (TV-Film)
- 2008: Der Sturm zieht auf (Voici venir l’orage…) (TV-Miniserie)
- 2008: Erzähl mir was vom Regen (Parlez-moi de la pluie)
- 2010: Grüne Hölle (Vivace) (TV-Film)
- 2012: Le Capital
- 2012: Der Börsenhai (Rapace) (TV-Film)
- 2013: School Camp – Fies gegen mies (Les Profs)
- 2014: Monsieur Claude und seine Töchter (Qu’est-ce qu’on a fait au Bon Dieu?)
- 2014: L’Ex de ma vie
- 2015: Les Profs 2
- 2016: Alles unter Kontrolle (Débarquement immédiat!)
- 2017: Alibi.com

## Auszeichnungen
- 2000: Nominierung für den César in der Kategorie Beste Kostüme für Rembrandt